# Japan Air System
Pour les articles homonymes, voir Jas.
Japan Air System (日本エアシステム, Nihon ea shisutemu, abrégé en JAS) était la 3e compagnie aérienne japonaise. Son code AITA était JD. C'était avant tout une compagnie intérieure même si elle assurait des vols internationaux — elle desservait des aéroports que ni Japan Airlines ni All Nippon Airways (ANA) ne desservaient.

## Histoire
Son premier nom a été TOA Domestic Airlines (TDA) après une fusion entre TOA Airways et  Japan Domestic en 1971. En 1988, elle prit le nom actuel de Japan Air System (JAS).
JAS était célèbre pour les livrées de ses appareils. Nombre de celles-ci ont été dessinées dans les années 1990 par Akira Kurosawa et comprenaient des images abstraites et ressemblant à des arcs-en-ciel.
En 2001, JAS et JAL décidèrent de fusionner. Le 2 octobre 2002, elles fondèrent une nouvelle holding appelée Japan Airlines System (日本航空システム) et elles furent recréées comme le groupe Japan Airlines (JAL).
Le 1er avril 2004, l'ancienne JAL devint Japan Airlines International et Japan Air System (JAS) prit le nom de Japan Airlines Domestic.
Japan Airlines System a été renommée Japan Airlines Corporation comprenant toutes les marques de JAL. Tous les codes JAS cessèrent alors d'être utilisés et JAS cessa formellement d'exister.

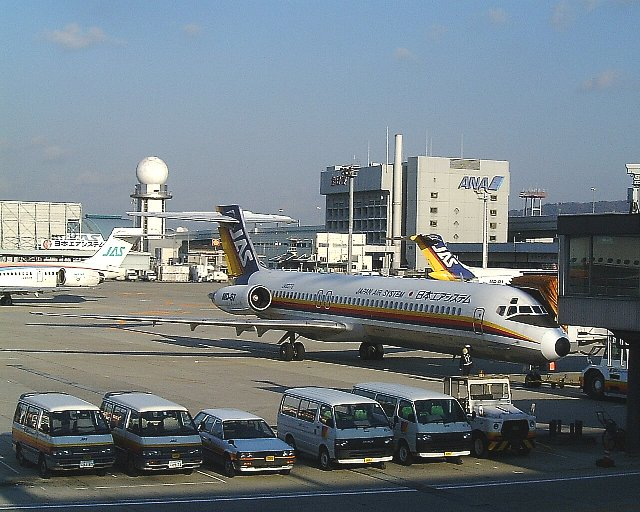
Un MD80 de Japan Air System à l'aéroport d'Osaka